# Jüdischer Friedhof (Neveklov)
Koordinaten: 49° 44′ 48″ N, 14° 32′ 7,6″ O

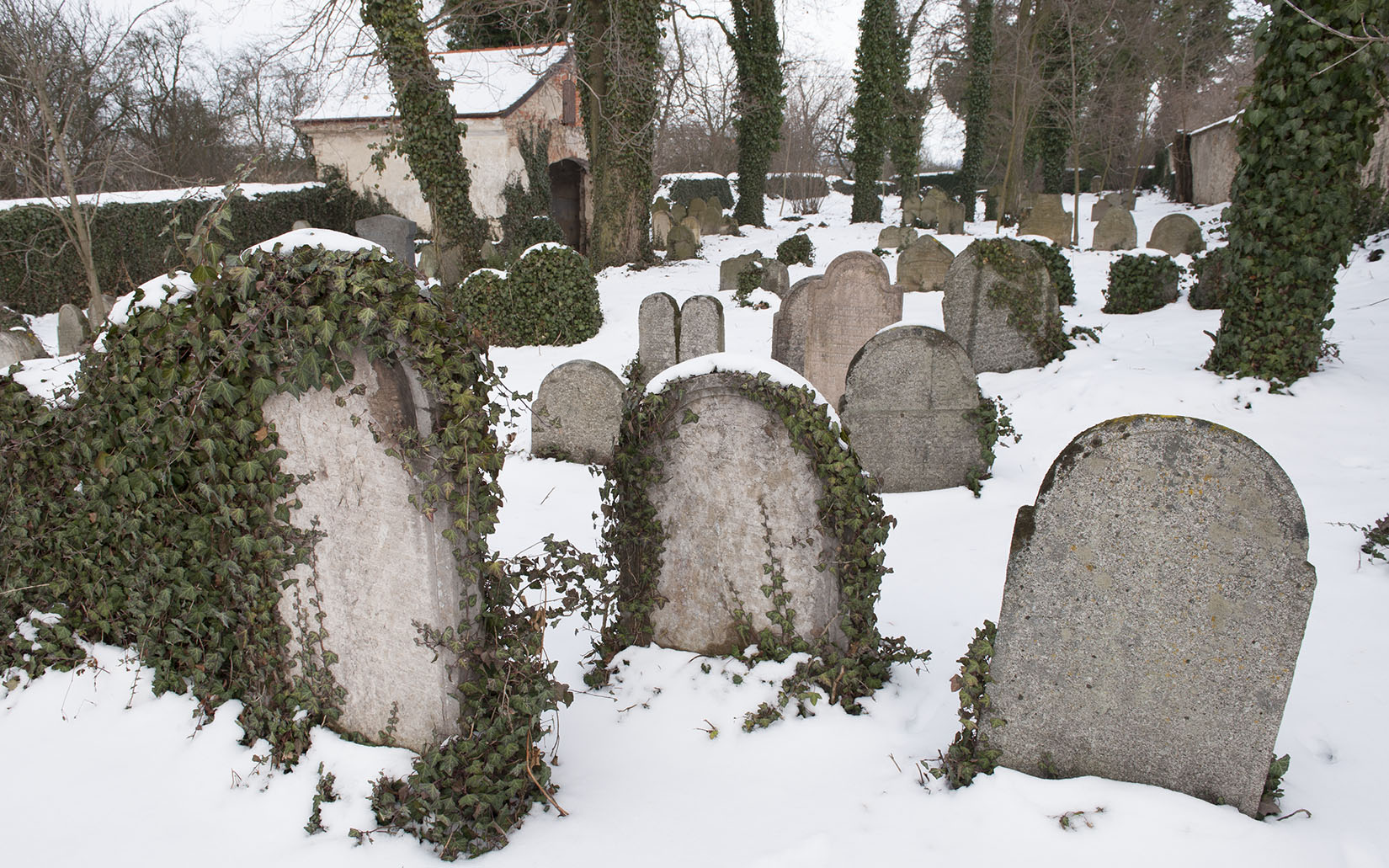
Jüdischer Friedhof in Neveklov

Der Jüdische Friedhof in Neveklov (deutsch Neweklau, auch Neveklau), einer Stadt im tschechischen Okres Benešov in der Mittelböhmischen Region, wurde 1689 angelegt. Der jüdische Friedhof südlich der Stadt ist seit 1988 ein geschütztes Kulturdenkmal.